# Željko Pauše
Željko Pauše (Pleternica, 13. veljače 1933.) - hrvatski matematičar, sveučilišni profesor

## Obrazovanje
Osnovnu školu završio je u Pleternici, a gimnaziju u Požegi. Studirao je na Prirodoslovno-matematičkom fakultetu u Zagrebu, gdje je i doktorirao. Prvi je Pleterničanin koji je postao doktor znanosti.

## Karijera
Radio je u Pleternici, Đakovu i Zagrebu. Kasnije postaje profesor na Pomorskoj akademiji u Zagrebu te na Prirodoslovno-matematičkom fakultetu i izvanredni profesor na Tehničom fakultetu (građevinski smjer), također u Zagrebu. Napisao je mnogo znanstvenih radova iz matematike.